# 몰로토프선

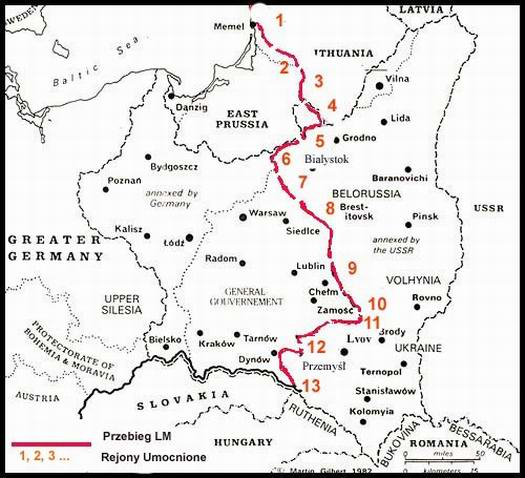
1939년-1941년 기간의 국경을 보여주는 지도에 표시된 몰로토프 선과 요새화된 지역들

몰로토프 선(러시아어: Линия Молотова)은 1940년-1941년 사이에 소련이 새로운 서부 국경을 따라 건설한 국경 요새화 지역 시스템을 포함한다. 이 국경 수정은 1940년 소련의 발트 3국 점령, 동부 폴란드 및 베사라비아 점령의 결과였다.

## 설명
이 선은 발트해에서 카르파티아산맥까지 뻗어 있었다. 이는 13개의 요새화된 지역으로 구성되었는데, 대부분 국경의 약 100km를 커버했으며, 북극해에서 흑해까지 뻗어 있는 더 큰 소련 방어 네트워크의 일부를 형성했다.
각 요새화 지역 (러시아어: укреплённый район 또는 UR)은 기관총, 대전차포, 포병으로 무장한 수많은 콘크리트 벙커(필박스)로 이루어져 있었다. 벙커들은 상호 지원을 위해 그룹으로 건설되었고, 각 그룹은 저항의 중심을 형성했다. 전담 군부대가 각 지역에 영구적으로 배치되었다.
추축국이 1941년 6월 22일 소련을 공격했을 때 (바르바로사 작전), 대부분의 선은 미완성 상태였고, 따라서 침략군에게 무시할 만한 장애물이었다. 부분적으로 완성된 남쪽 4개 지역만이 독일 국방군의 진격을 며칠 동안 방해할 수 있었다. (브레스트 요새는 훨씬 더 오래 저항했지만, 그것은 오래된 요새였고 기술적으로 몰로토프 선의 일부가 아니었다.)
이 요새들의 유적은 오늘날 리투아니아, 폴란드, 벨라루스, 우크라이나에서 잘 보존된 채 발견될 수 있다. 현대의 국경은 1941년의 국경과 다소 다르므로, 선의 일부 구간은 국경 지대에 있지 않아 접근하기 쉽다. 반면, 다른 구간은 현대의 폴란드-우크라이나, 폴란드-벨라루스, 리투아니아-러시아 국경 바로 옆에 있어서 국경 보안상의 이유로 접근이 여전히 제한될 수 있다.
리투아니아에서 이 선은 4개의 요새화 지역으로 구성되었다.
- 1. 텔샤이 요새화 지역 (팔랑가에서 주드레나이까지의 선, 75km, 8개의 저항 중심지, 1941년 6월 22일 기준 벙커 23개 건설, 366개 건설 중).
- 2. 샤울랴이 요새화 지역 (파유리스에서 유르바르카스까지의 선, 90km, 6개의 저항 중심지, 벙커 27개 건설, 403개 건설 중).
- 3. 카우나스 요새화 지역 (유르바르카스에서 칼바리야까지의 선, 105km, 10개의 저항 중심지, 벙커 31개 건설, 599개 건설 중).
- 4. 알리투스 요새화 지역 (칼바리야에서 리투아니아 SSR 국경까지의 선, 57km, 5개의 저항 중심지, 벙커 20개 건설, 273개 건설 중).

총 101개의 벙커가 리투아니아에 건설되었으나 많은 벙커가 완전히 완공되지 않았다. 이들은 상당히 취약했으며, 절대적으로 보호되지 않은 잠망경 샤프트에 수류탄이나 불타는 연료를 던져서 신속하게 무력화될 수 있었다.
남쪽으로 계속 이어지는 다른 지역들은 오늘날 벨라루스 및 우크라이나와의 폴란드 동부 국경을 따라 위치하고 있다.
- 5. 흐로드나 요새화 지역 – 80 km, 9개의 저항 중심지, 1941년 6월 22일 기준 벙커 42/98/606개 가동/건설/건설 중 (벨라루스 및 폴란드)
- 6. 오소비에츠 요새화 지역 – 60 km, 8개의 저항 중심지, 35/59/594 (폴란드)
- 7. 잠브루프 요새화 지역 – 70 km, 10개의 저항 중심지, 30/53/550 (폴란드)
- 8. 브레스트 요새화 지역 – 120 km, 10개의 저항 중심지, 49/128/380 (폴란드 및 벨라루스)
- 9. 코벨 요새화 지역 – 80 km, 9개의 저항 중심지, 벙커 138개 건설 중 (우크라이나)
- 10. 볼로디미르 요새화 지역 – 60 km, 7개의 저항 중심지, 97/97/141 (우크라이나)
- 11. 카미안카부즈카 (카미온카 스트루밀로바) 요새화 지역 – 45 km, 5개의 저항 중심지, 84/84/180 (우크라이나)
- 12. 라바루스카 요새화 지역 – 90 km, 13개의 저항 중심지, 95/95/306 (폴란드 및 우크라이나)
- 13. 프셰미실 요새화 지역 – 120 km, 9개의 저항 중심지, 140개 이상의 벙커가 건설된 99/99/186 (폴란드 및 우크라이나)

몰로토프 선이라는 이름은 비공식적이며 비교적 최근에 사용되기 시작했다. 빅토르 수보로프는 특히 그의 저서 아이스브레이커에서 이 용어를 대중화했다.

## 같이 보기
- 스탈린선

### 참고 문헌
- Tomasz Bereza, Piotr Chmielowiec, Janusz Grechuta; W cieniu "Linii Mołotowa", [In the Shadow of the "Molotov Line"], published by Instytut Pamięci Narodowej (국립추모연구소), 제슈프 2002, pp. 262 (폴란드어).
- Neil Short, The Stalin and Molotov Lines: Soviet Western Defences 1926–41, Osprey Publishing, 2008, ISBN 1-84603-192-3 (preview in Google Books)

### 구글 스트리트 뷰에서 볼 수 있는 몰로토프 선 벙커
- 라우데니슈키아이, 리투아니아
- 알리투스 주, 리투아니아
- 파유리스, 리투아니아
- 타우라게, 리투아니아
- 타우라게, 리투아니아
- 리프스크, 폴란드
- 술레보-코브나티, 폴란드
- 술레보-코브나티, 폴란드
- 스크워디 시레드니에, 폴란드
- 불카 잠코바, 폴란드
- 드로히친, 폴란드
- 자예츠니키, 폴란드
- 투르나 두자, 폴란드
- 투르나 두자, 폴란드
- 프셰미실, 폴란드
- 프셰미실, 폴란드
- 프셰미실, 폴란드
- 프셰미실, 폴란드
- 프셰미실, 폴란드
- 프셰미실, 폴란드
- 우스틸루흐, 우크라이나